# Врабците
Врабцѝте е село в Северна България, община Габрово, област Габрово.

## География
Село Врабците се намира на 13,2 km западно от центъра на областния град Габрово и 29 km юг-югоизточно от град Севлиево . Разположено е в североизточните разклонения на Черновръшкия рид, по западните долинни склонове на течащ на юг малък поток, вливащ се в река Синкевица, ляв приток на река Янтра. Надморските височини в селото са в приблизителния интервал 650 – 690 m.
От третокласния републикански път III-4404 в участъка му между селата Трънито и Дебел дял се отклонява на юг-югозапад общински път към село Врабците, който след селото продължава на запад до намиращия се на около 2,2 km и надморска височина около 800 m хотелски комплекс „Люляци“.
Населението на село Врабците, наброявало 95 души при преброяването към 1934 г., намалява до 9 души (по текущата демографска статистика за населението) към 2019 г.

## История
През 1995 г. дотогавашното населено място колиби Врабците придобива статута на село..

## Население
Преброяване на населението през 2011 г.
Численост и дял на етническите групи според преброяването на населението през 2011 г.:
|                     | Численост | Дял (в %) |
| Общо                | 12        | 100,00    |
| Българи             | 12        | 100,00    |
| Турци               | 0         | 0,00      |
| Цигани              | 0         | 0,00      |
| Други               | 0         | 0,00      |
| Не се самоопределят | 0         | 0,00      |
| Неотговорили        | 0         | 0,00      |